# Maikol Yordan perdu en voyage
Pour plus de détails, voir Fiche technique et Distribution.
Maikol Yordan perdu en voyage (Maikol Yordan de Viaje Perdido) est la traduction littérale d'une comédie costaricienne de 2014. 
Le film a été produit par les comédiens et groupe artistique de La Media Docena, avec la participation de Mario Chacón, Daniel Moreno, Erick Hernandez, Édgar Murillo, Natalia Monge et Adal Ramones. Il a été dirigé par Miguel Alejandro Gómez.
L'histoire raconte les aventures de Maikol Yordan Soto Sibaja. Le personnage télévisuel créé par le groupe de La Media Docena représente l'idée traditionnelle du paysan costaricien : positif, bon et parfois naïf. Toujours à la recherche d'un emploi pour gagner sa vie dignement comme leitmotiv, il veut retrouver ses racines lors d'un voyage en Europe pour leur demander de l'aide et éviter ainsi qu'un banquier s'empare de la propriété familiale dans les montagnes du Costa Rica.

## Synopsis
Maikol Yordan Soto Sibaja (Mario Chacón) est un humble paysan qui migre en ville sans succès à la recherche d'un emploi.
Les mains vides, il revient chez lui à la campagne dans la montagne où il se réunit avec son clan familial constitué de son épouse Concepción (Natalia Monge), ses huit fils, la grand-mère Doña Milagro (Anabel Ulloa) et son cousin Heriberto (Boris Alonso). Il apprend que la propriété dans laquelle ils habitent se trouve sur le point d'être reprise par la banque à cause de l'accumulation des dettes.  La tension monte lors de l'apparition d'un PDG maffieux du nom de Malavassi (Adal Ramones) car il complote pour acquérir le terrain à la banque, une fois que la famille entrera en défaut de paiement.
L'espoir apparaît lorsque Maikol Yordan gagne un voyage en Europe, tous frais compris, et qui devient l'opportunité de trouver un travail sur le « Vieux Continent », ainsi que de connaître sa famille de l'autre côté de l'Atlantique.
Une fois en Europe, Maikol Yordan est suivi par Cordero (Daniel Moreno), qui n'est autre que la main droite du maffieux Malavassi, et qui cherche à frustrer ses plans en maintes occasions. 
De son séjour en Europe, Maikol Yordan fait amitié avec différents personnages qui lui facilitent le voyage pour atteindre ses objectifs: Carolina (María José León), une fille latino-américaine, modèle, qui travaille dans un pub à Londres ; François (Erik Hernández), un Français très coquin, capable de résoudre tous les problèmes ; et Greivin (Édgar Murillo), un photographe costaricien qui travaille à Paris, dont le prénom artistique est Jean-Luc.

## Distribution
- Mario Chacón : Maikol Yordan Soto Sibaja, protagoniste du film, honnête paysan de bon cœur et quelque peu naïf, qui veut trouver un travail pour sauver la propriété de sa famille.
- Boris Alonso Sosa : Heriberto, cousin de Maikol Yordan au Costa Rica.
- María José León : Carolina, amie de Maikol Yordan à Londres
- Natalia Monge : Concepcion, l'épouse de Maikol Yordan.
- Daniel Moreno : Cordero, main droite de Malavassi.
- Édgar Murillo : Jean-Luc/Greivin, cousin de Maikol Yordan à Paris.
- Erick Hernández : François, qui devient le meilleur ami et allié de Maikol Yordan pendant son séjour en Europe.
- Adal Ramones : Malavassi, le vilain du film, un chef d'entreprise qui souhaite s'emparer a tout prix de la propriété de la famille de Maikol Yordan.
- Anabel Ulloa : Milagros, la grand-mère de Maikol Yordan.

## Genèse et développement
Filmer un long-métrage était dans les esprits du groupe de La Media Docena depuis quelques années déjà. Les membres se connaissaient depuis l'époque lycéenne, et murirent leur projet artistique dans leur époque universitaire sans que ceci leur empêcha de faire des études libérales en sciences économiques ou droit.
Une fois leur carrière artistique théâtrale et télévisuelle consolidée avec succès en 2005 dans la chaîne 7 Teletica du Costa Rica,
La Media Docena entreprit l'idée d'un film avec un sujet central, entourée de divers sketches humoristiques entrecroisés. Ils réussirent grâce à leur amitié personnelle avec le célèbre acteur et présentateur mexicain Adal Ramones, à l'inclure dans le projet. La Media Docena offrit la direction du film au directeur Miguel Gómez et à sa productrice habituelle Gloriana Sanabria, ce qui permit de réunir le talent nécessaire en peu de temps.
Le film sortit sur scène en 2014, ciblant tous les âges et tous les gouts à travers les valeurs claniques familiales des costariciens, incarnées par le personnage principal de Maikol Yordan.

## Production
Les séquences sont d'un style simple et humoristique, le film comprend autour de cent endroits filmés, ce qui éleva les coûts de façon inédite pour un projet privé dans le pays.  Selon la productrice Gloriana Sanabria, le coût du film fut supérieur à 200 000 $.
Les scènes furent filmées dans des localités telles que le Costa Rica, le Mexique, l'Angleterre, l'Italie et la France, à des endroits variés comme San Isidro d'Heredia, Londres, Paris, Rome ou le Vatican, ce qu'impliqua le déplacement d'un grand nombre de personnes ainsi que l'usage d'une quantité importante d'extras. 
Daniel Moreno, un des acteurs a expliqué : « nous avons donné la priorité à l'esprit créateur délibérément, sans penser comment nous allions produire le film. Nous écrivions une scène au musée du Louvre, dans la tour Eiffel et  ensuite le Vatican sans nous limiter ».

## Distinction
Film costaricien le plus vu de l'histoire.

## Box-office
Le film est le long-métrage le plus vu de l'histoire cinématographique du Costa Rica, ainsi que le meilleur au box-office du pays centraméricain jusqu'en 2015,.